# Kharmenj
Kharmenj (persiska: خرمنج) är en ort i Iran.   Den ligger i provinsen Khorasan, i den östra delen av landet, 700 km öster om huvudstaden Teheran. Kharmenj ligger 1 817 meter över havet och antalet invånare är 318.
Terrängen runt Kharmenj är kuperad. Runt Kharmenj är det glesbefolkat, med 10 invånare per kvadratkilometer. Närmaste större samhälle är Gerīmench, 17,2 km nordost om Kharmenj. Trakten runt Kharmenj är ofruktbar med lite eller ingen växtlighet.